# 博伊图瓦
博伊图瓦是巴西圣保罗州的一个市镇。总面积249.014平方公里，总人口44906人，人口密度180.3人/平方公里。